# Etsy
Etsy — peer-to-peer веб-сайт электронной коммерции, который фокусируется на изделиях ручной работы и старинных вещах и материалах, уникальных товарах ограниченного выпуска. Эти товары и изделия распределены по большому количеству категорий, таких как художественные изделия, фотография, одежда, драгоценные украшения, продукты питания, косметика, игрушки и другие аксессуары. Многие пользователи сайта также продают материалы для ручной работы, такие как бисер, инструменты для ручных работ, и тому подобное. Требованием к старинным товарам являются возраст не менее 20 лет. Веб-сайт предоставляет пользователям-продавцам персональные «лавки», на которых продавец может выставлять свои товары, комиссионные составляют 0,20 долларов США за один лот.
По состоянию на 31 декабря 2014 года, на сайте было зарегистрировано 54 миллиона пользователей, среди которых 1.4 миллионов активных продавцов и 19.8 миллионов активных покупателей. По состоянию на конец 2014 года Etsy имел 685 работников, и 29 миллионов товаров, внесенных в списки на сайте.

## Основные функции

### Продажа
На сайте продается большой ассортимент товаров, включая материалы для изобразительного искусства, изделия ручной работы и старинные изделия. Старинные товары должны быть как минимум 20-летнего возраста. Для того, чтобы продавать товары на Etsy пользователи должны создать учётную запись, дав собственное название своей «лавке». Имя учётной записи можно изменить единожды после создания. Создание учётной записи бесплатное, но лоты выставляются с оплатой комиссионных в размере 0,20 долларов США. Каждый лот держится на «лавке» 4 месяца, или пока не будет выкуплен. Цены на товары определяет пользователь, но Etsy собирает 5 % от цены каждого лота. На все комиссионные платежи дополнительно начисляется НДС (VAT). В конце каждого месяца владельцы «лавок» получают чеки со всеми комиссионными, которые они должны заплатить до 15-го дня следующего месяца.